# Gródek (rejon mołodecki)
Gródek (biał. Гарадок) – wieś na Białorusi, w rejonie mołodeckim obwodu mińskiego.
Siedziba parafii prawosławnej pw. Świętej Trójcy.

## Historia
Mikołaj II Radziwiłł otrzymał od Aleksandra Jagiellończyka w 1495 roku Dworzec Pietkowski, zwany w późniejszych dokumentach Gródkiem Pietkowskim lub Gródkiem. Miasto szlacheckie położone było w końcu XVIII wieku w powiecie mińskim województwa mińskiego.
W czasach zaborów miasteczko w powiecie wilejskim, w guberni wileńskiej Imperium Rosyjskiego. W 1866 roku liczyło 1815 mieszkańców. Należało do Benedykta Tyszkiewicza. Mieściła się tu poczta listowa, szkółka ludowa, zarząd gminny.
W latach 1921–1945 miasteczko leżało w Polsce, w województwie wileńskim, w powiecie wilejskim, od 1927 roku w powiecie mołodeczańskim, w gminie Gródek.
Według Powszechnego Spisu Ludności z 1921 roku zamieszkiwało tu 1420 osób, 71 było wyznania rzymskokatolickiego, 350 prawosławnego, 990 mojżeszowego, 9 mahometańskiego. Jednocześnie 597 mieszkańców zadeklarowało polską, 343 białoruską, 470 żydowską, 9 tatarską a 1 inną przynależność narodową. Było tu 201 budynków mieszkalnych. W 1931 w 256 domach zamieszkiwało 1690 osób.
Wierni należeli do miejscowej parafii rzymskokatolickiej i prawosławnej. Miejscowość podlegała pod Sąd Grodzki w Rakowie i Okręgowy w Wilnie; mieścił się tu właściwy urząd pocztowy dla gminy Gródek.
W wyniku napaści ZSRR na Polskę we wrześniu 1939 miejscowość znalazła się pod okupacją sowiecką. 2 listopada została włączona do Białoruskiej SRR. Od czerwca 1941 roku pod okupacją niemiecką. 
Podczas okupacji hitlerowskiej, 13 marca 1942 roku Niemcy utworzyli getto dla żydowskich mieszkańców. Przebywało w nim około 1500 osób. 22 czerwca 1942 roku Niemcy zlikwidowali getto, 900 Żydów zamordowano w okolicy a 400 wysłano do obozu w Krasnym. 
W 1944 miejscowość została ponownie zajęta przez wojska sowieckie i włączona do Białoruskiej SRR.
Od 1991 w składzie niepodległej Białorusi.

## Zabytki
- grodzisko XI–XII wiek
- synagoga, 1875
- kirkut
- cerkiew Świętej Trójcy, 1884, parafialna
- młyn wodny, 1875
- zabudowa z przełomu XIX/XX wieku

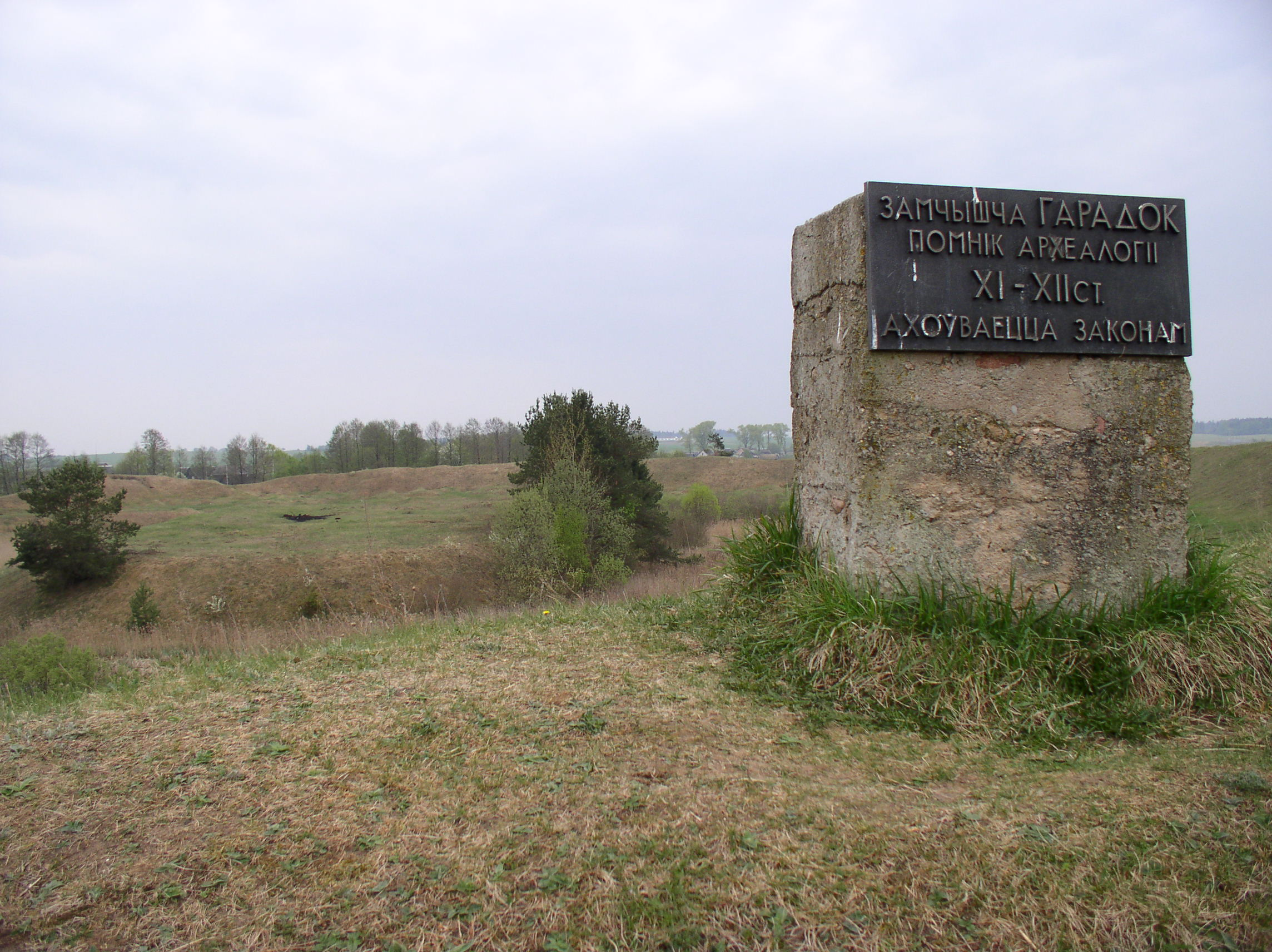
Zamczysko
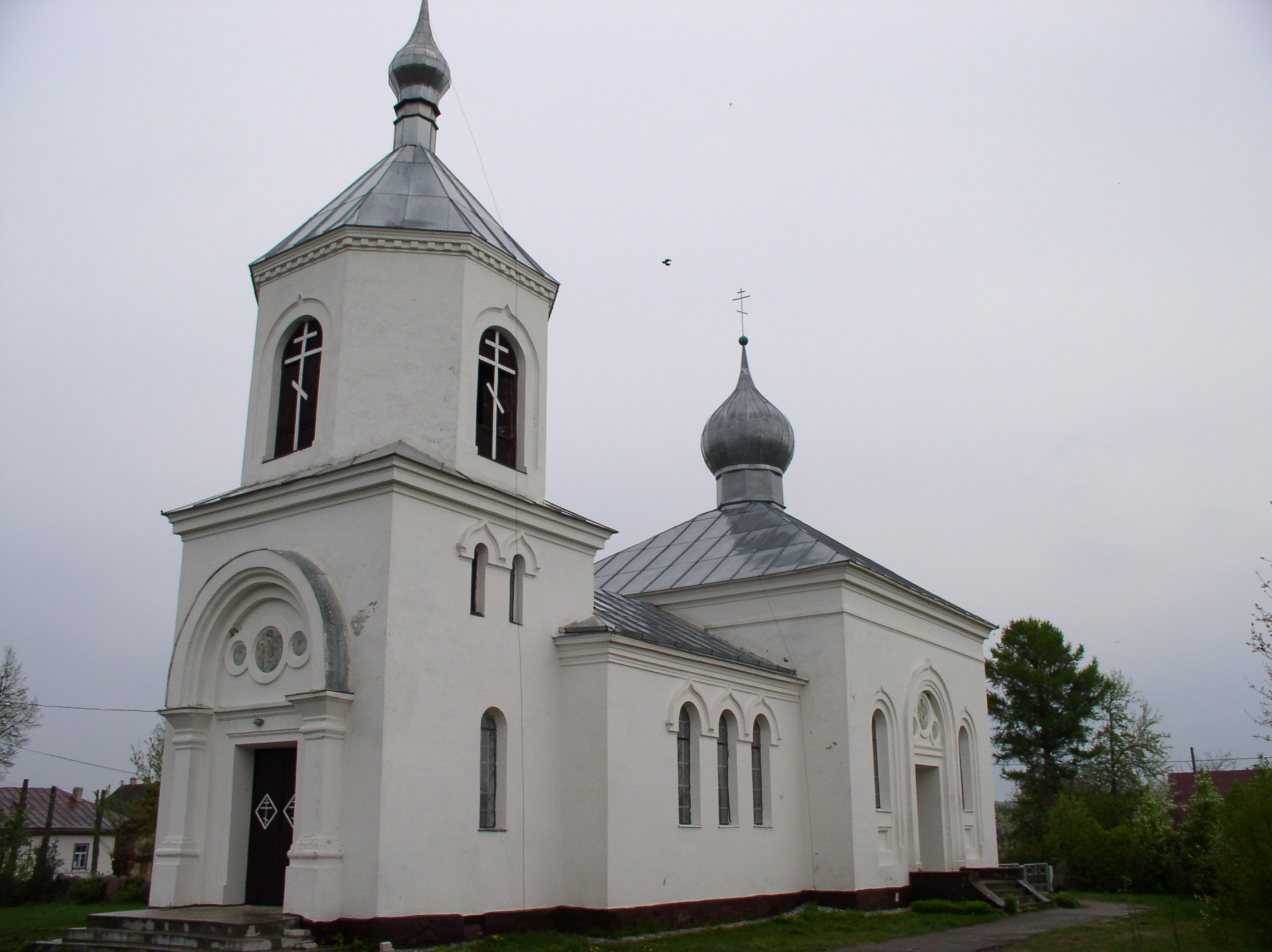
Cerkiew Trójcy Świętej
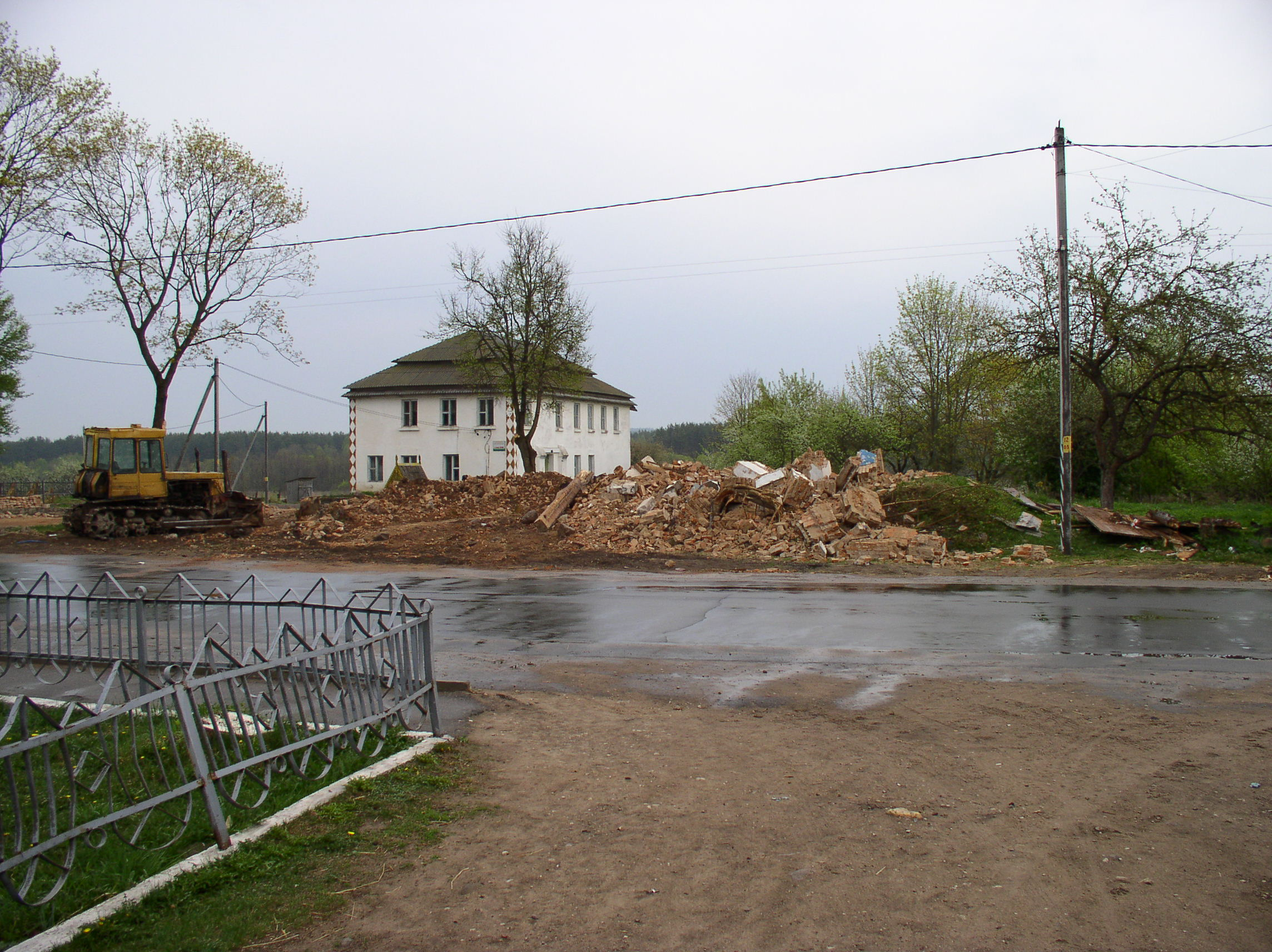
Synagoga